# Helicophidae
Helicophidae zijn een familie van schietmotten.